# Камйонна (Нижньосілезьке воєводство)
Камйонна (пол. Kamionna, нім. Kammendorf bei Kanth) — село в Польщі, у гміні Конти-Вроцлавські Вроцлавського повіту Нижньосілезького воєводства.
Населення — 158 осіб (2011).
У 1975-1998 роках село належало до Вроцлавського воєводства.

## Демографія
Демографічна структура станом на 31 березня 2011 року:
|          | Загалом | Допрацездатний вік | Працездатний вік | Постпрацездатний вік |
| -------- | ------- | ------------------ | ---------------- | -------------------- |
| Чоловіки | 79      | 17                 | 53               | 9                    |
| Жінки    | 79      | 15                 | 48               | 16                   |
| Разом    | 158     | 32                 | 101              | 25                   |